# Anarcoindependentisme

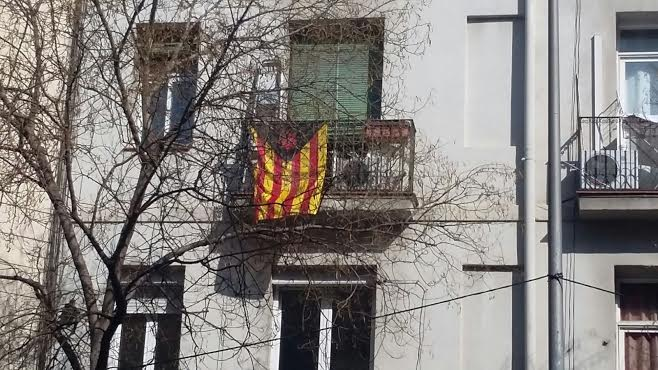
Senyera anarcoindependentista. Barri d'Hostafrancs, Barcelona.

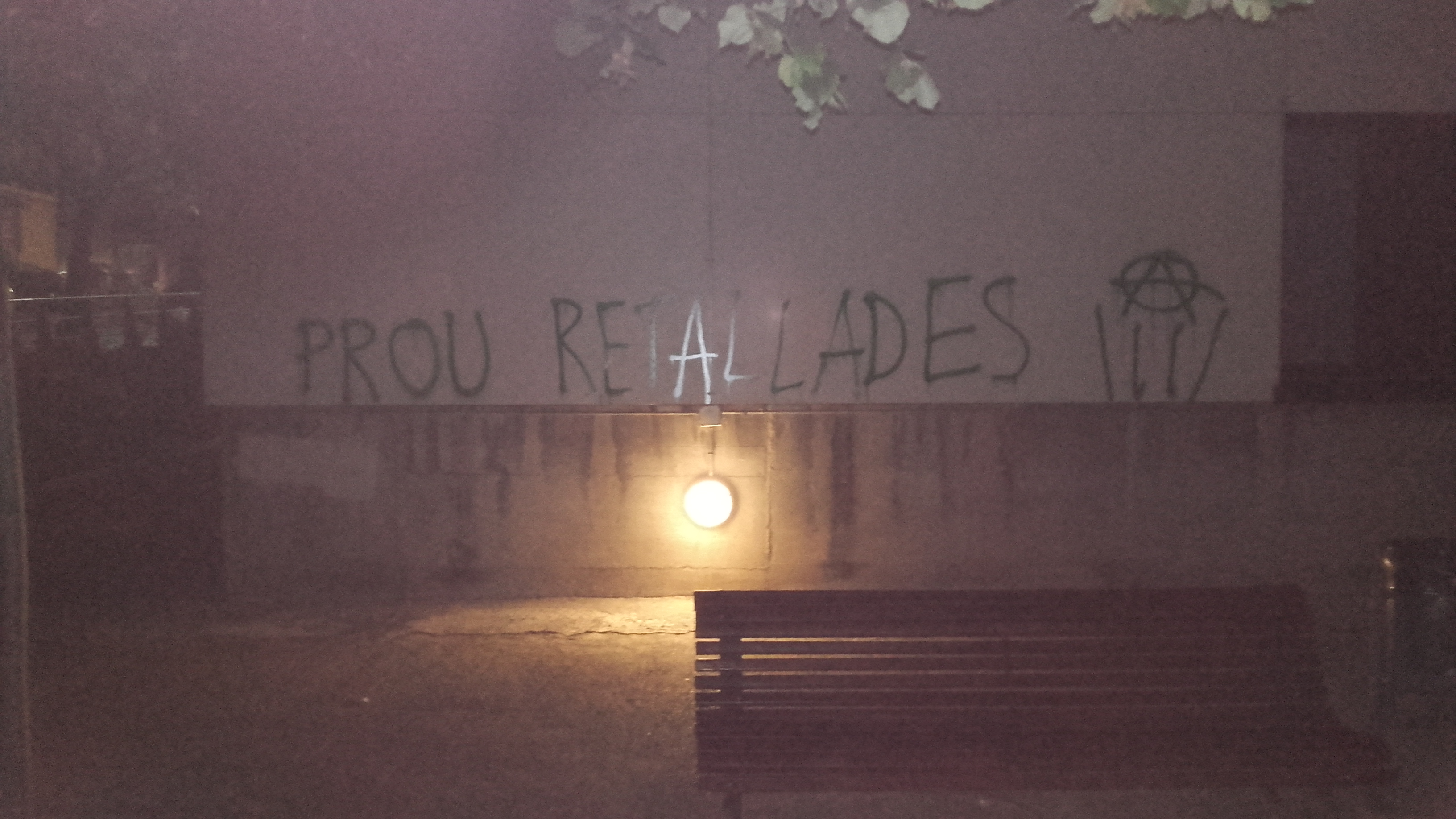
Pintada anarcoindependentista contra les retallades socials. Ambulatori de St Cugat del Vallès.

L'Anarcoindependentisme o Anarquisme independentista defensa els principis anarquistes a més de defensar la llengua, la cultura, la història d'una determinada nació. L'anarcoindependentista defensa l'autonomia per a la seua regió i la capacitat que la pròpia té d'autogovernar-se sense necessitar un estat, igual que reconeix la plena llibertat i autonomia dels individus sostinguda en l'ajuda mútua, així com l'adopció de la teoria econòmica anarquista.
D'una forma molt clara i concisa podríem resumir tot açò que un anarcoindependentista és un anarquista amb sensibilitat nacional. Els seus integrants solen considerar-la com una estratègia d'oposició al poder estatal, atorgant-li més autonomia a les regions i no recolzen ni la xenofòbia ni l'aïllament ni genètic ni cultural, ni l'etnicisme de cap tipus, ni les tradicions autòctones que atempten a la llibertat, però rescatant aquelles tradicions que tinguen potencial llibertari (cal recordar que l'anarquisme com a teoria sorgix de l'observació de les societats). Diuen que part important dels ideals federalistes es troba en la diversitat de les cultures i reivindicar-les en germandat amb totes les altres cultures de la humanitat és un gest que no és oposat al seu discurs.

## Conflictes
Desconfiança: Alguns sectors anarquistes mostren certa desconfiança cap als anarcoindependentistes, ja que els consideren individus influïts negativament per ideologies nacionalistes burgeses, com ara partits polítics, associacions, col·lectius, etc. que preconitzen la creació d'un nou Estat. Encara que la finalitat sincera d'aquesta sospitada actitud dels anarcoindependentistes només és coneguda per cada individu en ell mateix.
Denominació: D'altra banda, anarquistes que segons les seues idees s'inclourien en el moviment anarcoindependentista rebutgen la utilització del concepte "Anarcoindependentisme" perquè el consideren discriminatori, en trobar que l'existència de nacions (mai d'Estats) és natural en la cultura dels individus, que el sentiment d'enyorança cap a la terra d'origen és natural, cosa que no ocorre quan s'utilitzen aquests sentiments per a manipular al poble i se li dona un caràcter patriòtic que amb poder acabar degenerant en la discriminació a altres cultures. Per tant, aquests interpreten que tots aquests sentiments i emocions relacionats amb les nacions i cultures del món són inherents en la definició d'anarquisme, sense adjectius, prefixos, ni sufixos.

## Col·lectius i personatges
- Negres Tempestes Col·lectiu llibertari dels Països Catalans.
- Secundino Delgado Anarquista considerat el pare del nacionalisme canari.
- Félix Likiniano Anarquista basc.
- Federico Krutwig polític i escriptor basc.
- Émile Masson Escriptor i anarquista bretó.
- Josep Llunas i Pujals Llibertari català.